# Lamine Ben Aziza
  Lamine Ben Aziza    (Tunísia, 10 de novembre de 1952) és un exfutbolista tunisià de la dècada de 1970.
Fou internacional amb la selecció de Tunisia amb la qual participà en la Copa del Món de futbol de 1978.
Pel que fa a clubs, destacà a Étoile Sportive du Sahel.